# Саут-Даксбері (Массачусетс)
Саут-Даксбері (англ. South Duxbury) — переписна місцевість (CDP) в США, в окрузі Плімут штату Массачусетс. Населення — 3463 особи (2020).

## Географія
Саут-Даксбері розташований за координатами 42°1′9″ пн. ш. 70°41′17″ зх. д. / 42.01917° пн. ш. 70.68806° зх. д. (42.019087, -70.688026).  За даними Бюро перепису населення США в 2010 році переписна місцевість мала площу 11,42 км², з яких 7,64 км² — суходіл та 3,78 км² — водойми.

## Демографія
Згідно з переписом 2010 року, у переписній місцевості мешкало 3360 осіб у 1190 домогосподарствах у складі 927 родин. Густота населення становила 294 особи/км².  Було 1342 помешкання (118/км²).
Расовий склад населення:
| - 97,4 % — білих - 0,8 % — азіатів - 0,1 % — корінних американців - 0,1 % — чорних або афроамериканців |

До двох чи більше рас належало 1,2 %. Частка іспаномовних становила 1,6 % від усіх жителів.
За віковим діапазоном населення розподілялося таким чином: 30,0 % — особи молодші 18 років, 54,6 % — особи у віці 18—64 років, 15,4 % — особи у віці 65 років та старші. Медіана віку мешканця становила 44,2 року. На 100 осіб жіночої статі у переписній місцевості припадало 96,6 чоловіків;  на 100 жінок у віці від 18 років та старших — 89,9 чоловіків також старших 18 років.
Середній дохід на одне домашнє господарство  становив 194 636 доларів США (медіана — 131 591), а середній дохід на одну сім'ю — 217 413 долари (медіана — 146 765). Медіана доходів становила 102 917 доларів для чоловіків та 75 885 доларів для жінок. За межею бідності перебувало 2,6 % осіб, у тому числі 4,5 % дітей у віці до 18 років та 2,6 % осіб у віці 65 років та старших.
Цивільне працевлаштоване населення становило 1649 осіб. Основні галузі зайнятості: освіта, охорона здоров'я та соціальна допомога — 26,7 %, фінанси, страхування та нерухомість — 23,4 %, науковці, спеціалісти, менеджери — 19,2 %.